# Germaine Arbeau-Bonnefoy
Pour les articles homonymes, voir Arbeau et Bonnefoy.
Germaine Arbeau-Bonnefoy, née le 26 juin 1893 à Paris 3e et morte le 7 janvier 1986 à Paris 4e, est une professeur de piano française, qui a créé en juillet 1939 l’Évolution Musicale de la Jeunesse (EMJ), association parisienne de concerts-conférences pédagogiques plus connue sous le nom de Musigrains et ayant effectivement fonctionné entre février 1941 et mai 1986.

## Biographie
Hébergés dans les premières et les dernières années dans la vieille Salle du Conservatoire, les salles Pleyel et Gaveau, la Mutualité et le Théâtre du Châtelet, les Musigrains ont surtout été associés au Théâtre des Champs-Élysées de 1949 à 1978. Axés sur la musique classique, les concerts effectuaient des incursions dans les domaines de la musique contemporaine, la danse classique ou moderne, le folklore et le jazz.
Elle a présenté elle-même la plupart des concerts de l'association jusqu'en 1977, secondée ou remplacée à partir de 1964 par Rémy Stricker, Jean-Pierre Armengaud et Michel Capelier.
Germaine Arbeau-Bonnefoy était l’épouse de Pierre Arbeau-Barreau (1897-1979), pianiste et compositeur. Ils étaient de proches amis d'Édouard Autant et Louise Lara, famille du réalisateur Claude Autant-Lara, ainsi que de Geneviève Joy et Henri Dutilleux.